# 110 Dywizja Piechoty (III Rzesza)
110 Dywizja Piechoty (niem. 110. Infanterie-Division) – niemiecka dywizja z czasów II wojny światowej, sformowana na mocy rozkazu z 10 grudnia 1940, w 12. fali mobilizacyjnej w rejonie Lüneburga w X Okręgu Wojskowym.

## Szlak bojowy
Dywizja walczyła w ramach Grupy Armii „Środek” w latach 1941-44 na froncie wschodnim.  
W 1942 Polacy stanowili 12% żołnierzy dywizji. 
Brała udział w bitwach o Wilno, Smoleńsk, Wiaźmę i Klin. Podczas odwrotu poniosła ciężkie straty pod Briańskiem i została ostatecznie całkowicie rozbita latem 1944 pod Bobrujskiem, gdzie do niewoli dostał się jej ostatni dowódca, generał Eberhard von Kurowski. Dywizję rozwiązano 3 sierpnia 1944 i nigdy nie odbudowano. 

## Struktura organizacyjna
- Struktura organizacyjna w grudniu 1940:

252., 254. i 255. pułk piechoty, 120. pułk artylerii, 110. batalion pionierów, 110. oddział rozpoznawczy, 110. oddział przeciwpancerny, 110. oddział łączności, 110. polowy batalion zapasowy;
- Struktura organizacyjna w listopadzie 1943:

321. grupa dywizyjna (589. i 590. grupa pułkowa), 254. (I./252. i II./254. pułk grenadierów) i 255. pułk grenadierów, 120. pułk artylerii, 110. batalion pionierów, 110. dywizyjny batalion fizylierów, 110. oddział przeciwpancerny, 110. oddział łączności, 110. polowy batalion zapasowy.

## Dowódcy dywizji
- Generalleutnant Ernst Seifert 10 XII 1940 – 24 II 1942;
- Generalleutnant Martin Gilbert 24 II 1942 – 1 VI 1943;
- Generalleutnant Eberhard von Kurowski 1 VI 1943 – 25 IX 1943;
- Generalleutnant Albrecht Wüstenhagen 25 IX 1943 – 1 XII 1943;
- Generalleutnant Eberhard von Kurowski 1 XII 1943 – 11 V 1944;
- Generalmajor Gustav Gihr 11 V 1944 – 15 V 1944;
- Generalleutnant Eberhard von Kurowski 15 V 1944 – VI 1944